# Bund der Kommunisten Sloweniens
Der Bund der Kommunisten Slowenien (serbokroatisch Savez komunista Slovenije / Савез комуниста Словеније; slowenisch Zveza komunistov Slovenije, ZKS) war eine kommunistische Partei in Slowenien und ein Teil des Bundes der Kommunisten Jugoslawiens, der Regierungspartei im ehemaligen Jugoslawien.

## Geschichte
Die Partei wurde 1937 als Kommunistische Partei Sloweniens gegründet und war die erste autonome Regionalpartei Jugoslawiens. Am 23. Januar 1990 verließ die slowenische Delegation unter der Führung von Milan Kučan den Parteitag des Bund der Kommunisten Jugoslawiens. Dies führte zum Zusammenbruch der Regierungspartei.
Am 4. Februar nannte der Bund der Kommunisten Sloweniens sich zu Vereinigten Listen der Sozialdemokraten um und begann mit der Demokratischen Opposition Sloweniens über ein Mehrparteiensystem zu verhandeln. Im April verloren die reformierten Kommunisten gegen DEMOS die Wahl. Im April 1992 wurden beide Parteien aufgelöst.

## Parteiführer
- 1943–46: Franc Leskošek (1897–1983)
- 1946–48: Edvard Kardelj (1910–1979)
- 1948–66: Miha Marinko (1900–1983)
- 1966–68: Albert Jakopič (1914–1996)
- 1969–82: France Popit (1921–2013)
- 1982–86: Andrej Marinc (* 1930)
- 1986–90: Milan Kučan (* 1941)